# Rézistan's Égalité 974
Rézistan's Égalité 974 (abrégé en RÉ974), est un parti politique réunionnais régionaliste et socialiste démocrate, fondé le 18 juin 2016. Allié local de La France insoumise, il est représenté par deux élus à l'Assemblée nationale, Jean-Hugues Ratenon et Perceval Gaillard.

## Historique
Rézistan's Égalité 974 est fondé le 18 juin 2016 par d'anciens membres de l'Alliance des Réunionnais contre la pauvreté (parfois nommée Alliance des Réunionnais contre la pauvreté - Rézistans') et du Front de gauche réunionnais (FGR) fusionnant leurs deux formations de gauche. Avec comme chef de file Jean-Hugues Ratenon, jusqu'ici président de l'Alliance, et comme vice-président Jean-Paul Panechou, ancien porte-parole du FGR, il annonce vouloir être présent à chaque future élection, en commençant par les élections législatives de 2017,.
Lors de l'élection présidentielle de 2017, le jeune parti appelle à voter pour Jean-Luc Mélenchon, candidat de La France insoumise (FI). Aux élections législatives de la même année, le parti propose deux candidats : Jean-Hugues Ratenon dans la cinquième circonscription de La Réunion et Jean-Paul Panechou dans la première. Il apporte également son soutien à Huguette Bello de Pour La Réunion dans la deuxième circonscription et à Corinne Bédier de LFI dans la quatrième circonscription. Jean-Hugues Ratenon, élu, déclare vouloir siéger dans le groupe LFI.
Rézistan's Égalité 974 et La France insoumise comptent présenter des candidats dans plusieurs communes réunionnaises pour les élections municipales de 2020. Amandine Ramaye est candidate à La Plaine-des-Palmistes et Jean-Hugues Ratenon à Bras-Panon.
Aux élections législatives de 2022, RE974 participe à une union de gauche avec d'autres partis locaux. Il investit deux candidats, Jean-Hugues Ratenon dans la cinquième circonscription et Perceval Gaillard dans la septième. Ils sont tous deux élus, puis réélus lors des élections de 2024.

## Représentation

### Assemblée nationale
- Jean-Hugues Ratenon : député de la 5e circonscription de la Réunion lors de la XVe législature, élu en 2017 puis réélu en 2022 et 2024 ;
- Perceval Gaillard : député de la 7e circonscription de La Réunion lors de la XVIe législature élu en 2022 et réélu en 2024.

## Résultats électoraux

### Élections législatives
| Année | 1er tour | 1er tour | 1er tour | 2d tour | 2d tour | 2d tour | Sièges | Gouvernement |
| Année | Voix     | %        | Rang     | Voix    | %       | Rang    | Sièges | Gouvernement |
| ----- | -------- | -------- | -------- | ------- | ------- | ------- | ------ | ------------ |
| 2017  | 4 160    | 1,53     | 11e      | 14 056  | 6,82    |         | 1 / 7  | Opposition   |
| 2022  | 16 061   | 8,31     | 4e       | 36 173  | 16,98   | 1er     | 2 / 7  | Opposition   |
| 2024  | 26 387   | 8,83     | 3e       | 49 475  | 16,03   | 3e      | 2 / 7  | Opposition   |